# Asaccus zagrosicus
Espèce
Asaccus zagrosicus est une espèce de geckos de la famille des Phyllodactylidae.

## Répartition
Cette espèce est endémique de la province du Lorestan en Iran.

## Description
L'holotype de Asaccus zagrosicus, un mâle adulte, mesure 52,3 mm, queue non comprise. Cette dernière mesure, selon les individus, entre 46 et 67 mm.

## Étymologie
Cette espèce est nommée en référence au lieu de sa découverte, les monts Zagros.

## Publication originale
- Torki, Ahmadzadeh, Ilgaz, Avci & Kumlutas, 2011 : Description of four new Asaccus Dixon and Anderson, 1973 (Reptilia: Phyllodactylidae) from Iran and Turkey. Amphibia-Reptilia, vol. 32, no 2, p. 185-202 (texte intégral).